# Trichophysetis poliochyta
Trichophysetis poliochyta là một loài bướm đêm trong họ Crambidae.